# تپه قالاچیق
تپه قالاچیق مربوط به هزاره اول قبل از میلاد است و در شهرستان مشگین‌شهر، بخش مرادلو، دهستان یافت، روستای کنجوبه واقع شده و این اثر در تاریخ ۲۶ اسفند ۱۳۸۷ با شمارهٔ ثبت ۲۵۸۴۲ به‌عنوان یکی از آثار ملی ایران به ثبت رسیده است.